# Fairey Hamble Baby
El Fairey Hamble Baby fue un hidroavión de patrulla naval monoplaza británico diseñado y construido por Fairey Aviation para el Real Servicio Aéreo Naval.

## Diseño y desarrollo
Fairey Aviation construyó varios hidroaviones Sopwith Baby en sus instalaciones de Hamble, y posteriormente construyó una variante del mismo. El 23 de octubre de 1916, el Sopwith Baby No.8134 fue enviado a las instalaciones de Fairey para su reparación, y se aprovechó la oportunidad para reconstruir el avión e incorporarle varias modificaciones. La más significativa fue el Fairey Patent Camber Gear, un tipo de flap de borde de salida utilizado para aumentar la sustentación. En los aviones construidos por Fairey, todo el borde de salida de cada ala estaba articulado a lo largo del larguero trasero y se bajaba girando un volante en la cabina. Un dispositivo diferencial garantizaba que los flaps pudieran seguir actuando como alerones; por lo tanto, se mantenía el control lateral. En esta forma modificada, el avión fue conocido como Fairey Hamble Baby. Los Hamble Baby de producción diferían en apariencia de los construidos por Sopwith y Blackburn. Se modificó la planta de las alas y el estabilizador: las alas tenían mayor envergadura y menor cuerda, presentaban puntas redondeadas y el estabilizador presentaba una forma característica, diferente del contorno semicircular del Sopwith original. Se instalaron un nuevo empenaje angular, flotadores principales de nueva forma diseñados por Fairey y un flotador de cola más grande, y se modificó la capota del motor. Parnall también produjo aviones Hamble Baby, que presentaban algunas diferencias de detalle con respecto a los aviones producidos por Fairey. Los últimos 74 aviones fueron producidos por Parnall como aviones terrestres y fueron conocidos como Hamble Baby Convert.

## Operadores
Grecia
- Armada Griega

 Reino Unido
- Real Fuerza Aérea
- Real Servicio Aéreo Naval

## Especificaciones (Clerget de 110 hp)
Referencia datos: The British Fighter since 1912 

### Características generales
- Tripulación: Uno (piloto)
- Longitud: 7,1 m (23,3 ft)
- Envergadura: 8,5 m (27,8 ft)
- Altura: 2,9 m (9,5 ft)
- Superficie alar: 22,9 m² (246,5 ft²)
- Peso vacío: 629 kg (1386,3 lb)
- Peso cargado: 883 kg (1946,1 lb)
- Planta motriz: 1× motor rotativo de 9 cilindros refrigerado por aire Clerget 9A.
  - Potencia: 82 kW (113 HP; 112 CV)
- Hélices: Bipala de paso fijo

### Rendimiento
- Velocidad máxima operativa (Vno): 148 km/h (92 MPH; 80 kt)
- Alcance: 2 h
- Techo de vuelo: 2300 m (7546 ft)
- Tiempo a altitud: 5 min para 610 m (2000 pies)

### Armamento
- Ametralladoras: 

  - 1x Lewis de 7,7 mm

## Aeronaves relacionadas

### Desarrollos relacionados
- Sopwith Baby

### Aeronaves similares
- Port Victoria P.V.1